# Ambassade de France aux Pays-Bas
L'ambassade de France aux Pays-Bas est la représentation diplomatique de la République française auprès du royaume des Pays-Bas, située à La Haye, ville siège du gouvernement néerlandais.
Son ambassadeur est, depuis 2022, François Alabrune, ex officio représentant permanent de la France auprès de l'Organisation pour l'interdiction des armes chimiques (OIAC). Nommé par le président de la République française Emmanuel Macron au Journal officiel le 7 septembre, il prend ses fonctions le 19 octobre suivant par la présentation de ses lettres de créance au roi des Pays-Bas, Willem-Alexander.

## Ambassade
L'ambassade de France aux Pays-Bas est située dans la ville de La Haye. Elle ne dispose pas de section consulaire, un consulat général existant à Amsterdam, la capitale du pays, avec compétence sur l'ensemble des Pays-Bas. L'ambassadeur réside à la résidence de France aux Pays-Bas, à la Tobias Asserlaan 1.

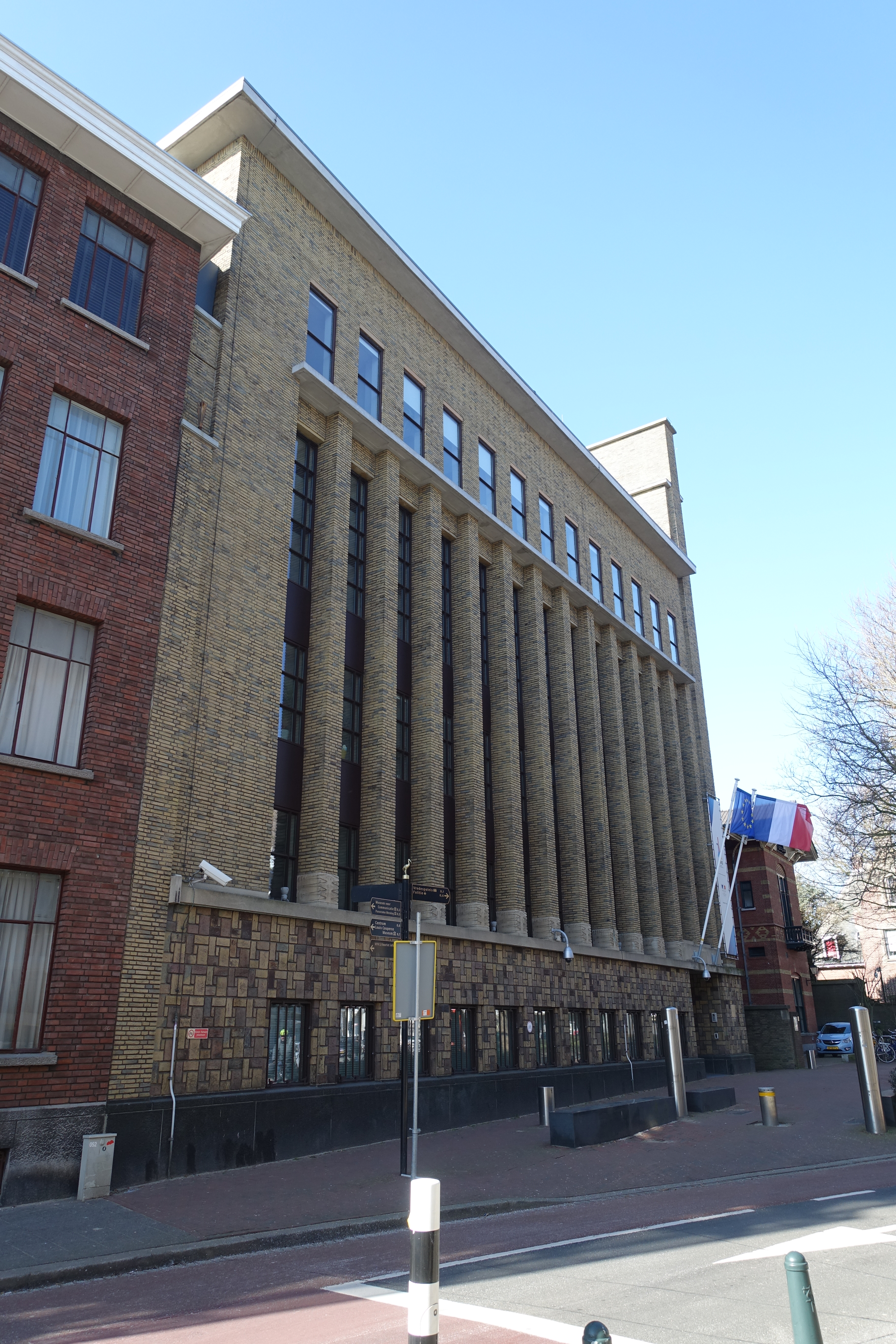
L'ambassade de France au 76, Anna Paulownastraat.
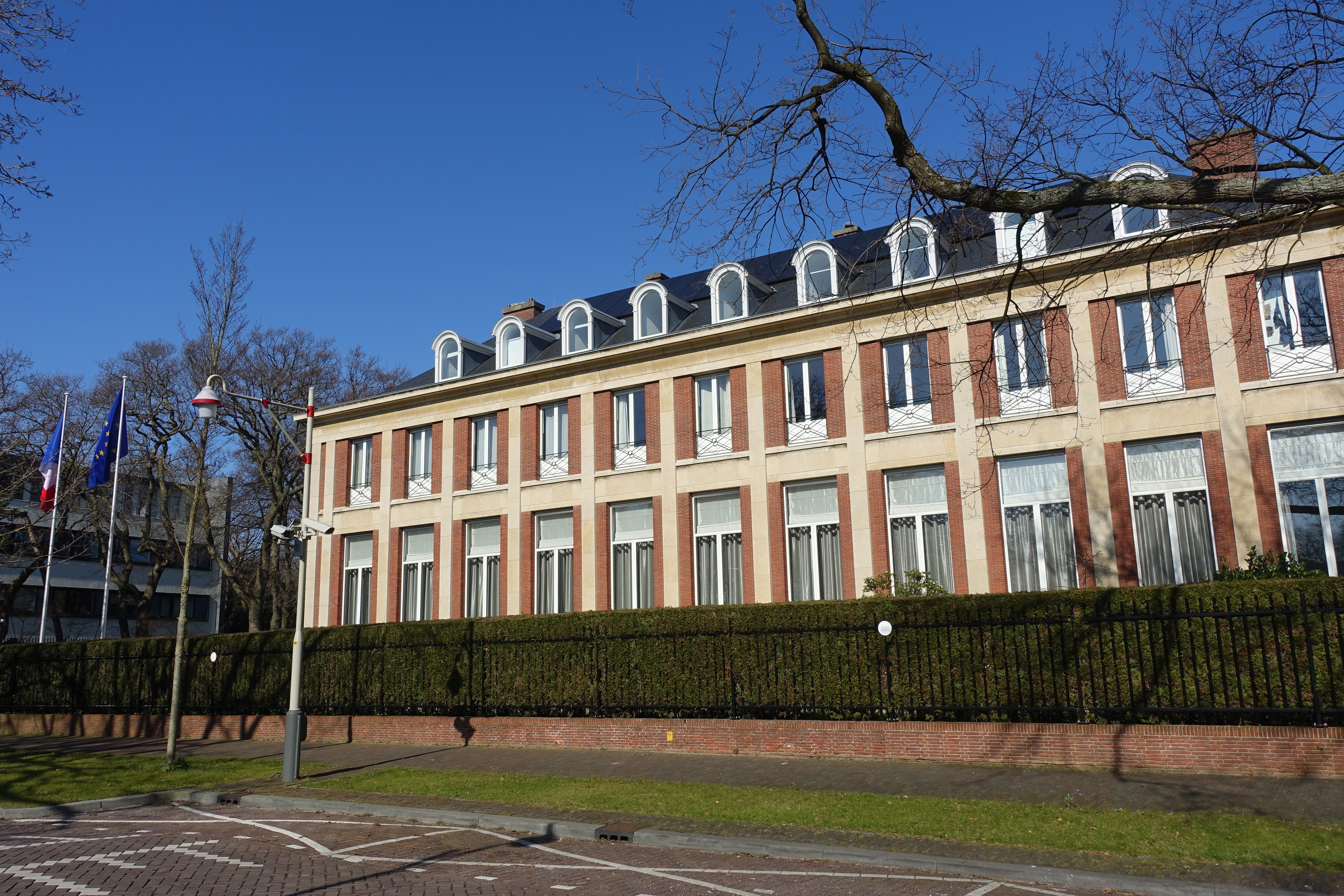
La résidence de France au 1, Tobias Asserlaan.
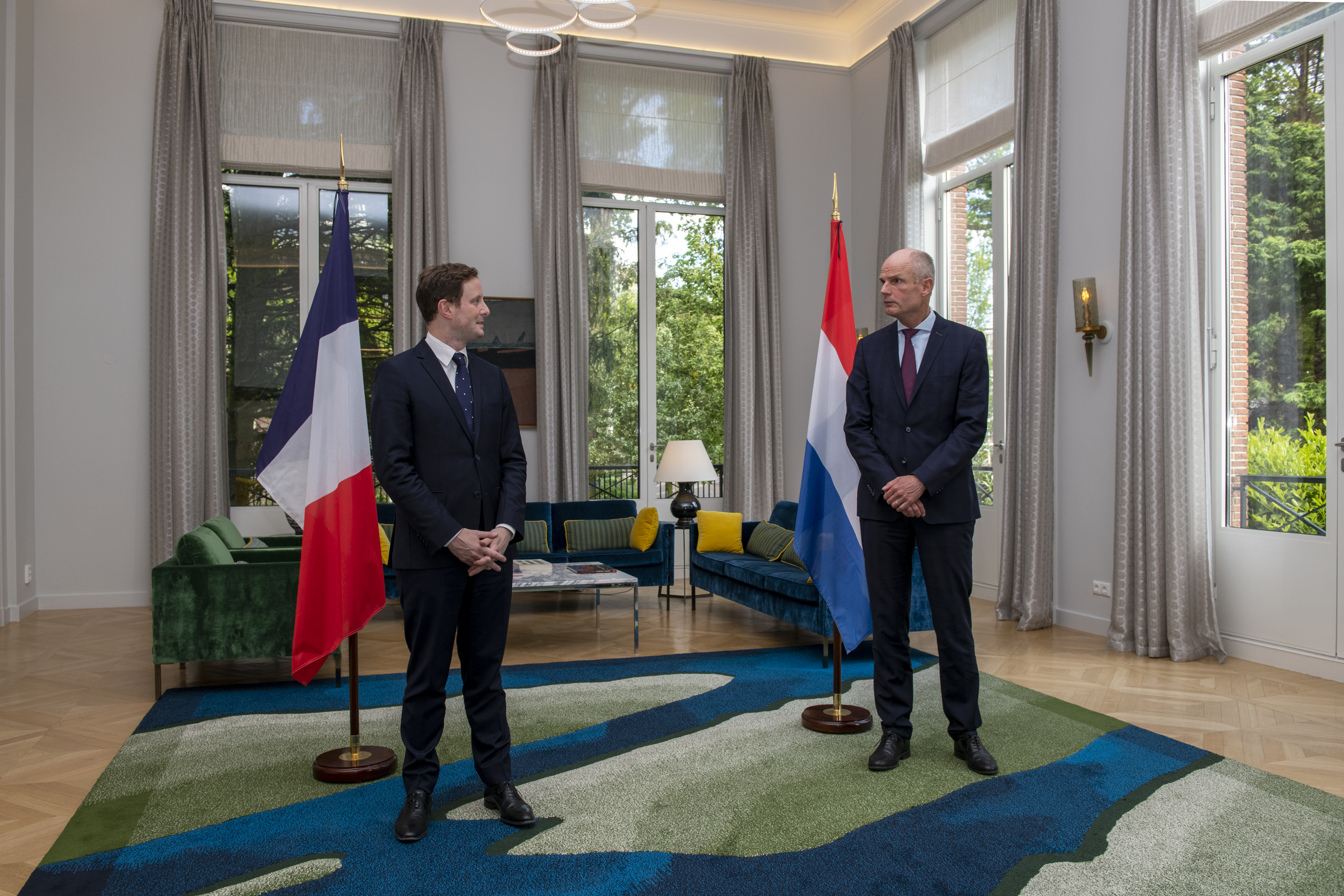
Clément Beaune et Stef Blok dans le salon de la résidence de France, en 2021.

## Histoire

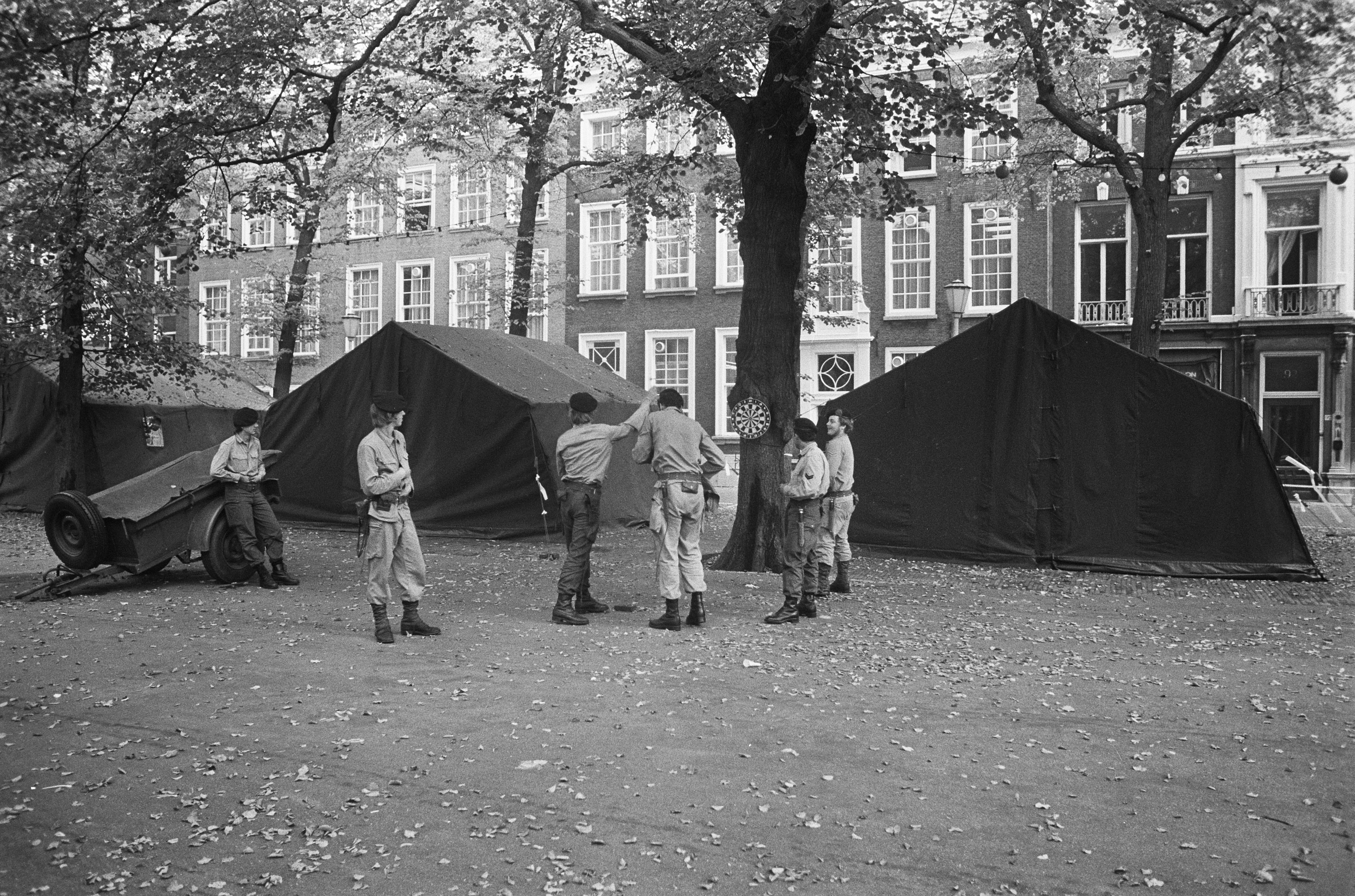
Soldats néerlandais et leur camp temporaire sur le Lange Voorhout lors de la prise d'otages.

Le 13 septembre 1974, l'ambassade de France est attaquée par trois membres de l'Armée rouge japonaise. S'ensuivra une prise d'otages gérée par les Forces armées néerlandaises et une fuite par avion vers la Syrie. La prise d'otage de quatre jours ne fait pas de victime, la reine Juliana et l'ambassadeur Jacques Senard décorant par la suite les acteurs néerlandais de la situation.
En novembre 2012, l'ambassade de France déménage du bâtiment qu'elle occupe au Smidsplein 1, ultérieurement démoli pour laisser place au nouveau siège de la Cour suprême des Pays-Bas inauguré en 2016, afin de s'installer à l'Anna Paulownastraat 76, dans un bâtiment appelé le Kodakgebouw, tout près de la Cour internationale de justice et de la Cour permanente d'arbitrage, sises au palais de la Paix,. Le bâtiment rénové accueillant l'ambassade est officiellement inauguré par le ministre français des Affaires étrangères Laurent Fabius en présence de son homologue néerlandais Frans Timmermans et du bourgmestre de La Haye Jozias van Aartsen le 21 mars 2013.

## Ambassadeurs de France aux Pays-Bas
| De                                    | À    | Ambassadeur                                                                           |
| ------------------------------------- | ---- | ------------------------------------------------------------------------------------- |
| Sous Henri IV                         |      |                                                                                       |
| 1588                                  | -    | Michel Hurault de l'Hospital                                                          |
| 1593                                  | -    | M. de Mourlag et Paul Choart de Buzenval                                              |
| 1596                                  | -    | Henri de La Tour d'Auvergne, duc de Bouillon                                          |
| 1607                                  | 1609 | Paul Choart de Buzenval le président Pierre Jeannin Hélie de La Place, sieur de Russy |
| 1609                                  |      | Charles de L'Aubespine                                                                |
| Sous Louis XIII                       |      |                                                                                       |
| 1611                                  | 1613 | Eustache de Refuge                                                                    |
| 1613                                  | 1624 | Benjamin Aubery du Maurier                                                            |
| 1625                                  | 1628 | Charles Faye, seigneur d'Espeisses                                                    |
| 1629                                  | 1634 | Nicolas de Baugy, seigneur de Faye                                                    |
| 1634                                  | 1638 | Hercule de Charnacé                                                                   |
| 1639                                  | 1640 | Jean d'Estampes de Valençay                                                           |
| 1640                                  | 1648 | Gaspard Coignet de La Thuilerie                                                       |
| Sous Louis XIV                        |      |                                                                                       |
| 1648                                  | 1652 | M. Brasset                                                                            |
| 1653                                  | 1655 | Pierre Chanut                                                                         |
| 1656                                  | 1661 | Jacques-Auguste de Thou, baron de Meslay                                              |
| 1662                                  | 1668 | Godefroi, comte d'Estrades                                                            |
| 1669                                  | 1671 | Simon Arnauld de Pomponne                                                             |
| 1678                                  | 1689 | Jean-Antoine de Mesmes, comte d'Avaux                                                 |
| 1697                                  | 1699 | François d'Usson, marquis de Bonrepaus                                                |
| 1700                                  | 1701 | Gabriel de Briord                                                                     |
| 1701                                  | 1701 | Jean-Antoine de Mesmes, comte d'Avaux                                                 |
| 1713                                  | 1718 | Pierre Antoine de Castagnères, marquis de Châteauneuf                                 |
| Sous Louis XV                         |      |                                                                                       |
| 1718                                  | 1724 | Charles-Jean-Baptiste Fleuriau de Morville                                            |
| 1724                                  | 1744 | Gabriel-Jacques de Salignac, marquis de Fénelon                                       |
| 1745                                  | 1749 | Jean Ignace de La Ville                                                               |
| 1750                                  | 1751 | François-Dominique Barberie de Saint-Contest                                          |
| 1752                                  | 1756 | François Armand d'Usson, marquis de Bonnac                                            |
| 1757                                  | 1762 | Louis-Auguste d'Affry                                                                 |
| 1763                                  | 1767 | Louis de Cardevacque, marquis d’Havrincourt                                           |
| 1768                                  | 1770 | Louis Auguste Le Tonnelier de Breteuil                                                |
| 1771                                  | 1776 | Emmanuel Marie Louis de Noailles                                                      |
| Sous Louis XVI                        |      |                                                                                       |
| 1776                                  | 1784 | Paul-François de Quelen de La Vauguyon                                                |
| 1783                                  |      | Frédéric-Antoine-Marc d'Andlau (résidence à Bruxelles)                                |
| 1784                                  | 1787 | Charles Olivier de Saint-Georges de Vérac                                             |
| 1788                                  | 1789 | François-Emmanuel Guignard, comte de Saint-Priest                                     |
| 1790                                  | 1791 | René Eustache, marquis d'Osmond                                                       |
| Sous la République française          |      |                                                                                       |
| 1792                                  | 1793 | Frédéric-Séraphin de La Tour du Pin Gouvernet                                         |
| 1793                                  | 1795 | Antoine-Bernard Caillard                                                              |
| 1795                                  | 1797 | François Noël                                                                         |
| 1797                                  | 1798 | Charles-François Delacroix                                                            |
| 1799                                  | 1799 | Florent-Guiot                                                                         |
| 1799                                  | 1799 | François Louis Deforgues                                                              |
| 1800                                  | 1805 | Charles-Louis Huguet de Sémonville                                                    |
| Sous Napoléon Ier                     |      |                                                                                       |
| 1806                                  | 1808 | Pierre Antoine Dupont-Chaumont                                                        |
| 1809                                  | 1810 | Alexandre, comte de La Rochefoucauld                                                  |
| 1811                                  | 1814 | aucun, les Pays-Bays ayant été annexés à la France                                    |
| Sous Louis XVIII                      |      |                                                                                       |
| 1815                                  | 1820 | Frédéric-Séraphin de La Tour du Pin Gouvernet                                         |
| 1821                                  | 1823 | Joseph Alexandre Jacques Durant, baron de Mareuil                                     |
| Sous Charles X                        |      |                                                                                       |
| 1824                                  | 1827 | Charles d'Agoult                                                                      |
| 1827                                  | 1830 | Louis Toussaint, marquis de La Moussaye                                               |
| Sous Louis-Philippe Ier               |      |                                                                                       |
| 1831                                  | 1831 | Joseph Alexandre Jacques Durant, baron de Mareuil                                     |
| 1832                                  | 1835 | Napoléon Hector Soult, marquis de Dalmatie                                            |
| 1836                                  | 1838 | Auguste Alexandre Hector Joseph, baron de Mortier                                     |
| 1839                                  | 1846 | Charles-Edmond de Boislecomte                                                         |
| 1847                                  | 1847 | Jules-Edmond Renouard de Bussierre                                                    |
| 1848                                  | 1850 | Alphonse Dubois de Saligny                                                            |
| Sous la IIe République & Napoléon III |      |                                                                                       |
| 1851                                  | 1859 | Jean-Marie Armand d'André                                                             |
| 1860                                  | 1862 | Eugène de Sartiges                                                                    |
| 1862                                  | 1870 | Charles Baudin                                                                        |
| Sous la IIIe République               |      |                                                                                       |
| 1871                                  | 1872 | Jean-François de Bourgoing                                                            |
| 1872                                  | 1873 | Joseph de Cadoine, marquis de Gabriac                                                 |
| 1873                                  | 1877 | Paul-Louis Target                                                                     |
| 1877                                  | 1879 | Amédée Bartholdi                                                                      |
| 1879                                  | 1880 | Victor Tiry                                                                           |
| 1880                                  | 1882 | Édouard Lefebvre de Béhaine                                                           |
| 1882                                  | 1895 | Louis Legrand                                                                         |
| 1895                                  | 1900 | Georges Bihourd                                                                       |
| 1900                                  | 1906 | Joseph Raymond Baylin de Monbel                                                       |
| 1906                                  | 1914 | Marcellin Pellet                                                                      |
| 1914                                  | 1919 | Henry Allizé                                                                          |
| 1919                                  | 1924 | Charles Benoist                                                                       |
| 1924                                  | 1928 | Henri Chassain de Marcilly                                                            |
| 1928                                  | 1931 | Albert Kammerer                                                                       |
| 1931                                  | 1942 | Régis d'Arnauld de Vitrolles                                                          |
| 1942                                  | 1945 | Raymond Offroy                                                                        |
| Depuis 1945                           |      |                                                                                       |
| 1945                                  | 1946 | Hubert Guérin                                                                         |
| 1946                                  | 1949 | Jean Rivière                                                                          |
| 1949                                  | 1955 | Jean-Paul Garnier                                                                     |
| 1955                                  | 1961 | Edmond Petit de Beauverger                                                            |
| 1961                                  | 1965 | Étienne de Crouy-Chanel                                                               |
| 1965                                  | 1968 | Pierre Siraud                                                                         |
| 1968                                  | 1972 | Christian Jacquin de Margerie                                                         |
| 1972                                  | 1976 | Jacques Senard                                                                        |
| 1976                                  | 1977 | Luc de La Barre de Nanteuil                                                           |
| 1977                                  | 1980 | Robert de Souza                                                                       |
| 1980                                  | 1982 | Jean-Daniel Jurgensen                                                                 |
| 1982                                  | 1984 | Claude de Kémoularia                                                                  |
| 1984                                  | 1988 | Jacques Gaultier de La Ferrière                                                       |
| 1988                                  | 1989 | Jean Vidal                                                                            |
| 1989                                  | 1993 | Jean-René Bernard                                                                     |
| 1993                                  | 1995 | Daniel Bernard                                                                        |
| 1995                                  | 2000 | Bernard de Montferrand                                                                |
| 2000                                  | 2005 | Anne Gazeau-Secret (tr)                                                               |
| 2005                                  | 2008 | Jean-Michel Gaussot (tr)                                                              |
| 2008                                  | 2011 | Jean-François Blarel                                                                  |
| 2011                                  | 2014 | Pierre Ménat                                                                          |
| 2014                                  | 2016 | Laurent Pic                                                                           |
| 2016                                  | 2019 | Philippe Lalliot (tr)                                                                 |
| 2019                                  | 2022 | Luis Vassy                                                                            |
| 2022                                  | auj. | François Alabrune                                                                     |

## Consulats
L'ambassade ne dispose pas de section consulaire, mais il existe un consulat général de France aux Pays-Bas, basé à Amsterdam, la capitale du pays, ainsi que 8 consuls honoraires situés à :
- Eindhoven
- Groningue
- Maastricht
- Rotterdam
- Terneuzen
- Aruba (Antilles néerlandaises)
- Curaçao (Antilles néerlandaises)
- Saint-Martin (Antilles néerlandaises)

### Communauté française
Au 31 décembre 2020, 22 389 Français sont inscrits sur les registres consulaires aux Pays-Bas.
| 2001   | 2002   | 2003   | 2004   |
| ------ | ------ | ------ | ------ |
| 16 423 | 18 276 | 19 552 | 19 148 |

| 2005   | 2006   | 2007   | 2008   |
| ------ | ------ | ------ | ------ |
| 18 519 | 19 968 | 19 375 | 21 282 |

| 2009   | 2010   | 2011   | 2012   |
| ------ | ------ | ------ | ------ |
| 22 407 | 23 593 | 23 934 | 23 149 |

| 2013   | 2014   | 2015   | 2016   |
| ------ | ------ | ------ | ------ |
| 23 448 | 23 753 | 24 001 | 25 685 |

| 2017   | 2018   | 2019   | 2020   |
| ------ | ------ | ------ | ------ |
| 26 131 | 25 920 | 24 404 | 22 389 |

Pour des raisons techniques, il est temporairement impossible d'afficher le graphique qui aurait dû être présenté ici.

### Circonscriptions électorales
Depuis la loi du 22 juillet 2013 réformant la représentation des Français établis hors de France avec la mise en place de conseils consulaires au sein des missions diplomatiques, les ressortissants français des Pays-Bas élisent pour six ans cinq conseillers consulaires. Ces derniers ont trois rôles :
1. ils sont des élus de proximité pour les Français de l'étranger ;
2. ils appartiennent à l'une des quinze circonscriptions qui élisent en leur sein les membres de l'Assemblée des Français de l'étranger ;
3. ils intègrent le collège électoral qui élit les sénateurs représentant les Français établis hors de France. Afin de respecter la représentativité démographique, un délégué consulaire est élu pour compléter ce collège électoral.

Pour l'élection à l'Assemblée des Français de l'étranger, les Pays-Bas représentaient jusqu'en 2014 une circonscription électorale ayant pour chef-lieu Amsterdam. Ils attribuaient un siège à cette assemblée. Les Pays-Bas appartiennent désormais à la circonscription électorale « Benelux » dont le chef-lieu est Bruxelles et qui désigne six de ses 19 conseillers consulaires pour siéger parmi les 90 membres de l'Assemblée des Français de l'étranger.
Pour l'élection des députés des Français de l’étranger, les Pays-Bas dépendent de la 4e circonscription.